# 大船渡市立越喜来中学校
大船渡市立越喜来中学校（おおふなとしりつ おきらいちゅうがっこう）は、岩手県大船渡市三陸町にあった公立中学校。

## 概要
第二次世界大戦後の学制改革に基づき、越喜来村立越喜来小学校に併設する形で開校した。崎浜地区の崎浜小学校（2012年閉校）に「崎浜分教場」を開校と同時に設置したが、本校へ統合された時期は不明である。1958年に鉄筋コンクリート造3階建ての校舎が落成し、小学校からは独立を果たした。その後は各教室の設置や改修を複数回に亘って行い、閉校時まで約60年間使用された。
1963年度に最多となる約400人の在籍生徒を抱えていたが、少子化や過疎化の影響により2000年代に入ると100人程度で推移していた。2011年に発生した東日本大震災後は減少が加速し、本校と同時期に閉校する日頃市中学校や吉浜中学校と同様に各学年1学級の状況が続いており、1学年当たり十数人程度で小規模校に値した。
生徒数の減少を踏まえ、大船渡市教育委員会が教育環境の向上や学校規模の適正化などを目的とした「大船渡市立小・中学校適正規模・適正配置基本計画」を2016年度に策定し、他校への統合案が浮上した。2028年度までの生徒数の推計によると、40人台でほぼ横ばいで推移する状況が見込まれていたが、小規模校ゆえの問題や校舎・体育館などの学校施設の老朽化が著しいことから地区民や教育機関の関係者らによって統合推進協議会が2018年に発足し、統合先の中学校や統合時期などについて協議を重ねた結果、大船渡市立根町に所在する「大船渡市立第一中学校」へ2020年4月付で統合することが決定した。
閉校に先立ち、2019年4月より平日と長期休業中に地区民や卒業生などを対象に校舎を一般開放し、授業見学や本校に関する資料を公開した。2020年4月に、同じく統合案が浮上していた日頃市中学校（大船渡市日頃市町）と、吉浜中学校（大船渡市三陸町吉浜）と共に大船渡市立第一中学校へ統合された。73年間の歴史に幕を閉じ、延べ4,836人の卒業生を送り出した。以後、被統合校の学区の生徒はスクールバスで通学する形となった。

## 沿革
- 1947年（昭和22年）4月 - 越喜来村立越喜来中学校として、越喜来小学校に併設して開校。崎浜分教場を崎浜小学校に併設[2][4]。
- 1956年（昭和31年）9月30日 - 村合併に伴い、所在地が三陸村越喜来となり「三陸村立」に改称。
- 1958年（昭和33年）3月 - 校舎と体育館を落成[2][3]。
- 1967年（昭和42年）4月1日 - 町制施行に伴い、所在地が三陸町越喜来となり「三陸町立」に改称[1]。
- 1970年（昭和45年）6月 - 三陸町立小中学校給食第一共同調理場の設置に伴い、完全給食の提供開始[12]。
- 1972年（昭和47年）8月 - 校舎一階と体育館天井を改修[5]。
- 1973年（昭和48年）8月 - 校舎二階を改修。フェンスを設置[5]。
- 1975年（昭和50年）2月 - 調理室を改築[5]。
- 1982年（昭和57年）8月 - 職員更衣室と部室を設置[5]。
- 1983年（昭和58年）10月 - 給食受入室を設置[5]。
- 1985年（昭和60年）1月 - 体育館を改修[5]。
- 1986年（昭和61年）8月 - 校舎を改修[5]。
- 1988年（昭和63年）1月 - 校舎を改修[5]。
- 1994年（平成6年）1月 - コンピュータ教室を設置[5]。
- 1996年（平成8年）1月 - 技術室を改修[5]。
- 2001年（平成13年）
  - 11月15日 - 市町村合併に伴い、所在地が大船渡市三陸町越喜来となり「大船渡市立」に改称[2]。
  - 12月 - 外トイレを落成[5]。
- 2014年（平成26年）8月 - 越喜来学校給食共同調理場の廃止に伴い、北部学校給食センター提供へ移行[12]。
- 2016年度（平成28年度）- 市教育委員会が「大船渡市立小・中学校適正規模・適正配置基本計画」を策定し、本校の統合を提案[10]。
- 2018年（平成30年）3月 - 2020年4月付で大船渡市立第一中学校（大船渡市立根町）への統合を決定[10]。
- 2019年（平成31年）4月1日 - 校舎の一般公開を実施（以後1年間）[10]。
- 2020年（令和2年）
  - 3月21日 - 閉校式を挙行[2]。
  - 3月31日 - 大船渡市立第一中学校への編入統合に伴い、閉校[2]。

## 学校目標

### 目指す生徒像
- 進んで学習に取り組む生徒
- 責任を持ち、実行する生徒
- 勤労を重んじ、物を大切にする生徒
- 健康で明るく、たくましい生徒

出典：

## 部活動
2012年度時点で活動していた部活動。

### 運動部
- バレーボール部
- ソフトテニス部
- 野球部（男子）
- 卓球部（男子）

## 付属施設
主な施設のみ掲載。
- 体育館（793 m2）- 鉄筋コンクリート造2階建て[3]
- 校庭・グラウンド
- テニスコート
- 越喜来共同調理場 - 2014年廃止。校舎地下に所在していた[12][10]。

## 生徒・学級数
2000年度以降は毎年度、生徒数と学級数を掲載。
| 年度                                          | 生徒数  | 増減 | 学級数 | 増減 | 出典   | 備考             |
| --------------------------------------------- | ------- | ---- | ------ | ---- | ------ | ---------------- |
| 1948（昭和23）年度                            | 264     |      | 8      |      | [ 14 ] | 崎浜分校含む     |
| 1949（昭和24）年度                            | 306     | 42   | 9      | 1    | [ 15 ] | 崎浜分校含む     |
| 1950（昭和25）年度                            | 305     | －1  | 9      | 0    | [ 16 ] | 崎浜分校含む     |
| 1951（昭和26）年度                            | 314     | 9    | 9      | 0    | [ 17 ] | 崎浜分校含む     |
| 1952（昭和27）年度                            | 294     | －20 | 9      | 0    | [ 18 ] | 崎浜分校含む     |
| 1953（昭和28）年度                            | 302     | 8    | 9      | 0    | [ 19 ] | 崎浜分校含む     |
| 1954（昭和29）年度                            | 304     | 2    | 9      | 0    | [ 20 ] | 崎浜分校含む     |
| 1955（昭和30）年度                            | 324     | 20   | 9      | 0    | [ 21 ] | 崎浜分校含む     |
| 1963（昭和38）年度                            | 約400   |      | 不明   | 不明 | [ 2 ]  |                  |
| 2000（平成12）年度                            | 103     |      | 3      |      | [ 22 ] |                  |
| 2001（平成13）年度                            | 116     | 13   | 4      | 1    | [ 23 ] |                  |
| 2002（平成14）年度                            | 111     | －5  | 4      | 0    | [ 24 ] |                  |
| 2003（平成15）年度                            | 112     | 1    | 4      | 0    | [ 25 ] |                  |
| 2004（平成16）年度                            | 102     | －10 | 3      | －1  | [ 26 ] |                  |
| 2005（平成17）年度                            | 97      | －5  | 3      | 0    | [ 27 ] |                  |
| 2006（平成18）年度                            | 90（1） | －7  | 4（1） | 1    | [ 28 ] | 特別支援学級設置 |
| 2007（平成19）年度                            | 93（2） | 3    | 4（1） | 0    | [ 29 ] | 開校60周年       |
| 2008（平成20）年度                            | 95（3） | 2    | 4（1） | 0    | [ 30 ] |                  |
| 2009（平成21）年度                            | 91（4） | －4  | 4（1） | 0    | [ 31 ] |                  |
| 2010（平成22）年度                            | 77（3） | －14 | 4（1） | 0    | [ 32 ] |                  |
| 2011（平成23）年度                            | 78（2） | 1    | 4（1） | 0    | [ 33 ] |                  |
| 2012（平成24）年度                            | 71      | －7  | 3      | －1  | [ 6 ]  |                  |
| 2013（平成25）年度                            | 65      | －6  | 3      | 0    | [ 6 ]  |                  |
| 2014（平成26）年度                            | 57（2） | －8  | 4（1） | 1    | [ 6 ]  |                  |
| 2015（平成27）年度                            | 57（3） | 0    | 5（2） | 1    | [ 6 ]  |                  |
| 2016（平成28）年度                            | 56（3） | －1  | 5（2） | 0    | [ 6 ]  |                  |
| 2017（平成29）年度                            | 47（2） | －9  | 4（1） | －1  | [ 6 ]  | 開校70周年       |
| 2018（平成30）年度                            | 44      | －3  | 3      | －1  | [ 6 ]  |                  |
| 2019（令和元）年度                            | 35      | －9  | 3      | 0    | [ 6 ]  | 閉校             |
| ※生徒数・学級数内の（）は特別支援生徒・学級数 |         |      |        |      |        |                  |

## 学区
大船渡市立越喜来小学校の学区と同一。
- 大船渡市三陸町越喜来
  - 行政区 - 泊、浦浜南、浦浜西、浦浜仲、浦浜東、杉下住宅、崎浜西、崎浜東、甫嶺東、甫嶺西、上甫嶺

## 進学前小学校
- 大船渡市立越喜来小学校（大船渡市三陸町越喜来）[34]

## アクセス
浦浜川沿い、三陸公民館のそばに位置していた。

### 鉄道
- 三陸駅（三陸鉄道・リアス線）から、徒歩で約10分

### 自動車
- 国道45号・県道9号の所通T字路から県道9号と市道経由で約3分
- 三陸沿岸道路 - 三陸ICから約5分

## 周辺
- 浦浜川
- 大船渡市三陸支所
- 三陸公民館